# Madivaru (Lhaviyani)
Pour les articles homonymes, voir Madivaru.
Madivaru est une petite île inhabitée des Maldives. Située à cote de l'ile et ville principale de l'atoll, Naifaru, elle abrite le National Security Service pour le nord du pays.

## Géographie
Madivaru est située dans le centre des Maldives, à l'Ouest de l'atoll Faadhippolhu, dans la subdivision de Lhaviyani. 